# یوسف الدوخی
یوسف الدوخی (انگلیسی: Yousef Al-Dokhi؛ زادهٔ ۲ اوت ۱۹۷۳) بازیکن فوتبال اهل کویت بود.
وی همچنین در تیم ملی فوتبال کویت بازی کرده‌است.